# Макаровка (река, впадает в Берингово море)
Макаровка — река в России, на северо-востоке полуострова Камчатка, протекает по территории Карагинского района Камчатского края. Длина реки — 48 км.
Истоки и верхнее течение реки расположены на южном склоне гор Какеуукэктон-Тунул. Протекает в глубоком каньоне, к востоку от вершины Псиканан (991 м). Устьевая часть реки протекает через Макарьевскую лагуну, впадает в Берингово море в районе пролива Литке Карагинского залива.
Река протекает в малонаселённой местности вдали от населённых пунктов. Ранее в районе устья на Макарьевской косе находился посёлок Макарьевское, но в 1985 году посёлок был исключён из списков населённых пунктов. Посёлок был расположен к северу от устья побережье Берингова моря.

## Данные водного реестра
По данным государственного водного реестра России относится к Анадыро-Колымскому бассейновому округу.
Код объекта в государственном водном реестре — 19060000312120000009271.